# Tarczay Ervin
Vitéz Tarczay Ervin (Pécs, 1919. október 5. – Söréd, 1945. március 18.) magyar katona, a Magyar Királyi Honvédség századosa, az egyik legeredményesebb magyar harckocsiparancsnok a második világháborúban.

## Élete
Katonai pályafutása előtti éveiről kevés elérhető információ maradt fenn. A Tanácsköztársaság bukása utáni időkben, 1919. október 5-én született Pécsett, anyja Tótfalussy Tóth Olga, édesapja Tarczay (Tannert) Erik Adolf százados, később alezredes.
Gyerekkori és iskolás idejéről nem maradt fenn információ, a Magyar Királyi Honvéd Ludovika Akadémiát 1941-ben, 21 évesen fejezte be, augusztus 20-án avatták hadnaggyá, gyalogsági fegyvernemben.
Első alakulata a marosvásárhelyi m. kir. 23. határvadász-zászlóalj lett, majd közel egyéves szolgálatot követően 1942. augusztus 3-án fegyvernemi átképzőtanfolyamra vezényelték át Esztergomba. Itt ez év karácsonyán sikeres szakvizsgákat tett, majd korábbi alakulatától áthelyezték egy páncélos alegységéhez. 1943. január 1-jén a m. kir. 3. harckocsiezred, 3/I. harckocsi-zászlóaljában volt, amely Cegléden diszlokált. A következő újév, 1944. január 1-jén előléptették főhadnaggyá, majd az alakulattal együtt tavasszal Galíciába vezényelték, ahol alakulata a m. kir. 1. hadsereg alárendeltségébe került. Tarczay főhadnagy ekkor a m. kir. 2. páncélos hadosztály 3. harckocsiezred I. zászlóalj 2. századának beosztott tisztje volt, amely 41M Turán harckocsikkal volt felszerelve. A 2. páncélos hadosztály részleges mozgósítása március 13-án lett elrendelve, majd vasúton április 1–11. között befejezte a kitelepülést, járműállománya az állománytábla szerint 66 41 M. Turán, 114 db 40 M. Turán, 87 db 38 M. Toldi típusú harckocsik, 42 db 40 M. Nimrod légvédelmi gépágyú és 14 db 38 M. Csaba páncélozott felderítő jármű. A 3. harckocsiezred parancsnoka pedig Bercsényi László ezredes.
Tarczay 1944. április 4-én érkezett a helyszínre. A 2. páncélos hadosztály felvonulási területét Bolehov és Dolina körzeteiben határozták meg (kb. 16 km), ahol a német csapatok visszavonulást hajtottak végre. A hadosztály védelmi feladatokat kapott, majd 17-étől a m. kir. 2. hegyidandár két zászlóaljával megerősítve támadásba mentek át, Szolotvin (oroszul Солотвин) térségéből Nadvorna (oroszul Надворная), Gyeljatyin (oroszul Делятин) és Kolomija (oroszul Коломы́я) településeket kellett elfoglalniuk. A célok nagy részét elérték másnapra, azonban a Kolomja elleni támadás 19-én elakadt. A 41 M. Turán típus 17-én az 514-es magaslati pontért vívott ütközetben esett át a tűzkeresztségen. Az áprilisi magyar támadó hadműveletek nem vezettek eredményre, a Prut mentén zajló ütközetek alatt a 3. hk. ezred legtöbb harckocsija megsemmisült, noha támadásaikat a német 503. nehézpáncélos-osztály hét Tiger I nehézharckocsija, a m. kir. 24. gyalogos hadosztályt pedig a német 19. páncélos hadosztály 73. páncélgránátos-ezrede támogatta. Április végén az ezred megmaradt hét Turánját visszavonták a gyalogság által kiépített védvonalak mögé, parancsnokuk Tarczay főhadnagy lett, aki ekkor már az I. zászlóalj 2. századának parancsnoka. Alakulatát május 3-án kivonták a térségből, Nadvorna alá vezényelték. A tizenhét napos ütközet alatt a 2. pc. hadosztály 18 páncélost, 6 Nimrod légvédelmi gépágyút és 6 páncélgépkocsit vesztett, a német csapatokkal együtt összesen 48 szovjet harckocsit lőttek ki, melyből 27-et a m. kir. 3. hk.ezred igazolt.
Az ezred tevékenységét a német vezetés is elismerte, Walter Model tábornagy, az Észak-Ukrajna hadseregcsoport parancsnoka, május 4-én elrendelte, hogy a magyar harckocsik pótlására német járműveket utaljanak ki. Ez után kapott a Honvédség 12 darab Pz. IV H harckocsit, 10 darab StuG III G rohamágyút és 10 darab Tiger I nehézharckocsit. A német járműveket az I. zászlóalj négy százada kapta meg, akik a Turánjaikat a II. zászlóaljnak adták át. A Tigereket az 1. század (parancsnoka Vedress János százados) és a 2. század (pk. Tarczay Ervin főhadnagy, 5 db), a 3. század a Pz. IV H-kat, a 4. század pedig a rohamágyúkat kapta meg. A típusátképzést valószínűleg helyben, tábori körülmények között oldották meg. Az I. zászlóalj a harckészültséget július elején érhette el, a hónap második hetében már az új típusokkal támogatták a m. kir. 24. gyalogos hadosztály védvonalait.
Az 1944. július 13-án megindított szovjet Lvov–Sandomierz támadó hadművelettel szemben is bevetették az ezred páncélosait. Július 23-ára átcsoportosították őket Stanislau körzetébe. Aznap egy Tiger-ekkel támogatott különítmény bevette Cziczowot, így a Stanislaura nehezedő nyomás enyhült. Másnap Ottyniánál törtek át a szovjet csapatok, mire a Mátyássy Miklós százados parancsnoksága alatt álló I. zászlóaljat oda rendelték. A tőle nyugatra fekvő Czuczylownál ütköztek meg a szovjet csapatokkal, de megállítani nem sikerült őket. Felsőbb utasításra az 1. hadsereg megkezdte a visszavonulást a Kárpátokba. A július 24–29. közötti utóvédharcokban a 10 Tigerből hetet elvesztettek, főként műszaki problémák miatt, a 2.  páncélos hadosztályt átszervezésre Huszt térségébe vonták vissza. Augusztus 9-i jelentés szerint a 3. harckocsiezred 14 darab Toldi-val, 40 darab 40 M. Turánnal, 14 darab 41 M. Turánnal, 1 darab Pz. III M-mel, 9 darab Pz. IV H-val, 3 darab üzemképtelen Tiger I-gyel és 1 darab StuG III G-vel rendelkezett. A három Tigert visszaadták a német alakulatoknak, így az első két század – Tarczayé is – harckocsik nélkül maradt.
A 2. honvéd páncéloshadosztály 3. harckocsiezrede I. zászlóaljának 2. százada kapta meg a németek által augusztus 23-án küldött Párduc harckocsit, Tarczay főhadnagy ekkor annak századparancsnoka volt. Ezek a Párducok 1944 karácsonyára fogytak el, amikor a front a Garam környékén járt.
Vitézzé 1945. március 15-én avatták, három nappal később valószínűleg életét vesztette.